# نظام الابتكار التكنولوجي
نظام الابتكار التكنولوجي هو مفهوم طُوّر في المجال العلمي للابتكار، يعمل على شرح طبيعة التغير التكنولوجي ومعدله. يمكن تعريف نظام الابتكار التكنولوجي بأنه «شبكة ديناميكية من الوكلاء الذين يتفاعلون في مجال اقتصادي/صناعي معين في ظل بنية تحتية مؤسسية معينة، ويشاركون في إنشاء التكنولوجيا ونشرها واستخدامها».
يمكن تطبيق النهج على ثلاثة مستويات على الأقل من التحليل: على التكنولوجيا من ناحية مجال المعرفة، أو على منتج أو تحفة، أو على مجموعة من المنتجات والتحف ذات الصلة بهدف إرضاء وظيفة (مجتمعية) معينة. في ما يتعلق بالنهج الثاني، فقد أثبت النهج نفسه بصفة خاصة في شرح أسباب تطور التقنيات المستدامة (الطاقة) ونشرها في مجتمع ما، أو فشلها في ذلك.

## خلفية
قُدّم مفهوم نظام الابتكار التكنولوجي باعتباره جزءًا من مدرسة نظرية أوسع، تُسمى نهج نظام الابتكار. الفكرة الأساسية وراء هذا النهج هي أن محددات التغيير التكنولوجي ليست موجودة (فقط) في الشركات الفردية أو في معاهد البحوث، بل موجودة (أيضًا) في بنية مجتمعية واسعة تُدمج فيها الشركات ومعاهد المعرفة. منذ ثمانينيات القرن العشرين، أشارت دراسات نظام الابتكار إلى تأثير الهياكل المجتمعية على التغيير التكنولوجي، وبشكل غير مباشر على النمو الاقتصادي طويل الأجل، داخل الدول أو القطاعات أو المجالات التكنولوجية.
الغرض من تحليل نظام الابتكار التكنولوجي هو تحليل تطور مجال تكنولوجي معين وتقييمه من ناحية الهياكل والعمليات التي تدعمه أو تعرقله. وإلى جانب تركيزه الخاص، هناك سمتان أكثر تحليلًا مميّزتان بنهج نظام الابتكار التكنولوجي بعيدًا عن نهج نظام الابتكار الأخرى.
أولًا، يشدد مفهوم نظام الابتكار التكنولوجي على أن تحفيز تدفق المعرفة لا يكفي للحث على التغيير التكنولوجي والأداء الاقتصادي. هناك حاجة لاستغلال هذه المعرفة من أجل خلق فرص عمل جديدة. يركز هذا على أهمية الأفراد بصفتهم مصادر للابتكار، وهو أمر يُشرَف عليه في بعض الأحيان في نُهج نظام الابتكار الأكثر توجهًا نحو الاقتصاد الكلي والموجهة على المستوى الوطني أو القطاعي.

ثانيًا، يركز نهج نظام الابتكار التكنولوجي غالبًا على ديناميكيات النظام. شجع التركيز على العمل الريادي العلماءَ على التفكير في نظام الابتكار التكنولوجي باعتباره شيئًا يمكن بناؤه مع مرور الوقت. سبق أن طُرح هذا الأمر بواسطة كارلسون وستانكيفيتش:
«أنظمة الابتكار التكنولوجي محددة من ناحية تدفقات المعرفة/الكفاءة بدلًا من تدفقات السلع والخدمات العادية، وهي تتألف من شبكات المعرفة والكفاءة الديناميكية. بوجود رجل أعمال وكتلة حيوية كافية، يمكن تحويل هذه الشبكات إلى كتل تنموية، أي مجموعات شركات وتقنيات داخل صناعة ما أو مجموعة من الصناعات».
يعني هذا إمكانية تحليل نظام الابتكار التكنولوجي من ناحية مكونات النظام و/أو من ناحية ديناميكيته. سيُشرح كلا المنظورين أدناه.

## الهياكل
تُسمى مكونات النظام في نظام الابتكار التكنولوجي «الهياكل»، وتمثل الجانب الثابت للنظام، فهي مستقرة نسبيًا مع مرور الوقت. هناك ثلاث فئات أساسية مميزة:
- الجهات الفاعلة: تشمل الجهات الفاعلة المنظمات التي تساهم في التكنولوجيا، كمطور أو متبنٍّ، أو بشكل غير مباشر كمنظم، أو ممول، وما إلى ذلك. تُنشئ الجهات الفاعلة في نظام الابتكار التكنولوجي، من خلال الخيارات والإجراءات، التقنياتِ وتنشرها وتستخدمها. إن التنوع المحتمل للجهات الفاعلة ذات الصلة هائل، ويتراوح من الجهات الفاعلة الخاصة إلى الجهات الفاعلة العامة، ومن مطوري التكنولوجيا إلى الجهات التي تعتمد التكنولوجيا. يعتمد تطوير نظام الابتكار التكنولوجي على العلاقات المتبادلة بين جميع هذه الجهات الفاعلة. على سبيل المثال، من غير المحتمل أن يبدأ رواد الأعمال بالاستثمار في أعمالهم إذا كانت الحكومات غير راغبة في دعمهم ماليًا. لا يوجد لدى الحكومات أي تأشيرات عندما يكون الدعم المالي ضروريًا إذا لم يزودهم رواد الأعمال بالمعلومات والحجج التي يحتاجون إليها للحصول على دعم سياسي شرعي.
- المؤسسات: الهياكل المؤسسية هي جوهر مفهوم نظام الابتكار. من الشائع اعتبار المؤسسات «قواعد اللعبة في مجتمع ما، أو بشكل أكثر رسمية، (...) القيود الموضوعة إنسانيًا والتي تشكل التفاعل الإنساني». يمكن التمييز بين المؤسسات الرسمية والمؤسسات غير الرسمية، إذ تكون المؤسسات الرسمية هي القواعد التي يمكن تدوينها وفرضها من قبل بعض السلطات، وتكون المؤسسات غير الرسمية أكثر ضمنية وعلى شكل عضوي من خلال التفاعل الجماعي للجهات الفاعلة. قد تكون المؤسسات غير الرسمية معيارية أو معرفية. القواعد المعيارية هي القواعد والقيم الاجتماعية ذات الأهمية الأخلاقية، في حين يمكن اعتبار القواعد المعرفية أطرًا ذهنيةً جماعيةً، أو نماذج اجتماعية. من أمثلة المؤسسات الرسمية، القوانين الحكومية والقرارات المتعلقة بالسياسة العامة؛ تنتمي أيضًا توجيهات أو عقود الشركات إلى هذه الفئة. من أمثلة القواعد المعيارية، المسؤولية التي تشعر بها الشركة حول إنتاج المخلفات أو تنظيفها. أمثلة القواعد المعرفية هي مناهج البحث التجريبية أو إجراءات حل المسائل الروتينية، وتنطوي أيضًا على رؤى وتوقعات مهيمنة لدى الجهات الفاعلة.[9][10][11][12][13]
- العوامل التكنولوجية: تتكون الهياكل التكنولوجية من المصنوعات والبنى التحتية التكنولوجية التي تُدمج فيها، وتنطوي أيضًا على الأعمال التقنية الاقتصادية لمثل هذه الأعمال الفنية، بما في ذلك التكاليف، والسلامة، والموثوقية. هذه السمات حاسمة لفهم آليات النتائج المرتدة بين التغير التكنولوجي والتغيير المؤسسي. على سبيل المثال، إذا ما أسفرت مخططات دعم البحث والتطوير التي تدعم تطوير التكنولوجيا عن تحسينات في ما يتعلق بسلامة التطبيقات وموثوقيتها، فهذا من شأنه تمهيد الطريق لمخططات دعم أكثر تفصيلًا، بما في ذلك العروض العملية. يستفيد هذا بدوره من التحسينات التكنولوجية بشكل أكبر. بيد أنه تجدر الإشارة هنا إلى أن أهمية السمات التكنولوجية غالبًا ما أهملها العلماء.[14]

العوامل الهيكلية هي مجرد العناصر التي تشكل النظام. في النظام الفعلي، ترتبط كل هذه العوامل ببعضها. إذا كانت تشكل تكويناتٍ كثيفة فإنها تسمى الشبكات. من الأمثلة على ذلك، تشكيل ائتلاف من الشركات التي تعمل معًا على استخدام خلية وقود، مسترشدة بمجموعة من الإجراءات الروتينية لحل المشاكل، ويدعمها برنامج إعانة. بالمثل، فإن جمعيات الصناعة، ومجتمعات البحوث، وشبكات السياسة، والعلاقات بين المستخدمين والموردين، وما إلى ذلك، كلها أمثلة على الشبكات.
تنتج عن تحليل الهياكل عادةً رؤية معمقة في السمات النظامية -أوجه التكامل والنزاعات- التي تشكل محركات وحواجز لنشر التكنولوجيا في لحظة معينة أو خلال فترة زمنية محددة.

## الديناميكية
تنطوي الهياكل على عناصر مستقرة نسبيًا مع مرور الوقت. ومع ذلك، بالنسبة إلى العديد من التقنيات، خاصةً التقنيات الناشئة حديثًا، لم تعد هذه الهياكل قائمة بعد (بالكامل). ولهذا السبب، عمل الباحثون مؤخرًا على إثراء المؤلفات حول أنظمة الابتكار التكنولوجي بدراسات تركز على بناء الهياكل بمرور الوقت. الفكرة الأساسية لهذا النهج هي النظر في جميع الأنشطة التي تسهم في تطوير الابتكارات ونشرها واستخدامها بوصفها وظائف للنظام. ينبغي فهم وظائف النظام هذه على أنها أنواع من الأنشطة التي تؤثر على بناء نظام للابتكار التكنولوجي. يمكن «إنجاز» كل وظيفة من وظائف النظام بطرق متنوعة. الفرضية هنا هي أنه لكي يتطور النظام على النحو الصحيح، فينبغي أن يؤدي جميع وظائف النظام على نحو إيجابي. أُنشِئت «قوائم» متعددة لوظائف النظام. يقدم مؤلفون مثل بيرجيك وآخرون، وهيكيرت وآخرون، ونيغرو، وسورز، نظرةً عامة مفيدة. تُظهر هذه القوائم الكثير من التداخل، وتوجد الاختلافات في معظمها في الطريقة الخاصة بأنشطة التجميع. يرد أدناه مثال عن هذه القائمة.
لاحظ أنه من الممكن أيضًا أن تساهم الأنشطة سلبًا في وظيفة النظام. هذه المساهمات السلبية تعني انهيارًا (جزئيًا) للنظام. على وجه الخصوص، ثبت أن عدم الاستقرار المحلي يمارس ضغطًا نزوليًا على أنظمة الابتكار، في حين أن التهديدات الدولية وتحالفات الأمن القومي لها تأثير إيجابي كبير على الأداء الابتكاري الوطني.